# Calyptocarpus brasiliensis
Calyptocarpus brasiliensis là một loài thực vật có hoa trong họ Cúc. Loài này được (Nees & Mart.) B.L.Turner mô tả khoa học đầu tiên năm 1988.